# Trigoniulus corallinus
Trigoniulus corallinus (Eydoux & Souleyet, 1842) noto anche come millepiedi arrugginito o millepiedi asiatico comune è un millepiedi dal colore rossastro largamente diffuso in gran parte dell'Asia: India, Sri Lanka, Cina, Myanmar, Thailandia, Vietnam, Malesia, Singapore; si possono trovare anche nel sud Asia e nei Caraibi come specie importate.

## Biologia
Prediligono le zone umide, in particolare il legno in fase di decomposizione, sono strettamente erbivori e non presentano veleni (come la maggioranza dei millepiedi al contrario della specie con cui vengono spesso confusi centopiedi).